# Reinhold Hintermaier
Reinhold Hintermaier (* 14. Februar 1956 in Altheim) ist ein ehemaliger österreichischer Fußballspieler und heutiger -trainer.
Für die österreichische Fußballnationalmannschaft absolvierte er 15 Länderspiele, erzielte ein Tor und nahm mit der Mannschaft an der Fußball-Weltmeisterschaft 1982 teil.

## Karriere
Der Oberösterreicher begann seine Karriere bei seinem Heimatverein SK Altheim und wechselte 1973 zu VÖEST Linz in die Nationalliga. Bei den Blau-Weißen kam er bald in die Kampfmannschaft und holte mit dem Werksklub der VÖEST 1974 dessen einzigen österreichischen Meistertitel. Nachdem er mit den Linzern in den nächsten Jahren knapp an weiteren Titelgewinnen in der Meisterschaft und im ÖFB-Pokal gescheitert war, wechselte er 1979 nach Deutschland. Dort spielte er erfolgreich für den 1. FC Nürnberg, Eintracht Braunschweig und den 1. FC Saarbrücken.
Mit Nürnberg erreichte er 1982 das DFB-Pokalfinale, musste sich aber dem FC Bayern München mit 2:4 geschlagen geben. Hintermaiers Distanzschuss zum zwischenzeitlichen 1:0 für Nürnberg wurde dabei zum Tor des Monats Mai 1982 gewählt. Kurios war auch seine Rückkehr in den Profikader des 1. FC Nürnberg in der Saison 1992/93, wo er mittlerweile nach Beendigung seiner Profikarriere als Nachwuchstrainer aktiv war. Fünf Jahre nach seinem Rücktritt vom aktiven Profifußball trug der mittlerweile 37-jährige Hintermaier maßgeblich zum Klassenerhalt der in Personalnot geratenen Nürnberger bei.
Insgesamt absolvierte der Mittelfeldspieler 104 Spiele in der deutschen Bundesliga, in denen er neun Tore erzielte. Dazu kommen noch 138 Einsätze und 15 Tore in der Zweiten Bundesliga. Bemerkenswert ist auch, dass er zwar während seiner Zeit in Deutschland insgesamt 26 Gelbe Karten erhielt, aber nie vom Platz gestellt wurde. Seine „Spezialität“ waren Freistöße und genaue Pässe.
Hintermaier bestritt 15 Länderspiele für die österreichische Fußballnationalmannschaft und nahm an der Fußball-Weltmeisterschaft 1982 in Spanien teil, wo er bei allen fünf Partien zum Einsatz kam. Das 2:2 gegen Nordirland bei dieser WM, in dem er sein einziges Tor für Österreich erzielte, war sein letztes Länderspiel.
Nach seiner Karriere als Spieler schlug Reinhold Hintermaier die Trainerlaufbahn ein. Seit 1992 ist er im Nachwuchsbereich des 1. FC Nürnberg und anderen Vereinen der Umgebung tätig. Er leitet die Fußball-Leistungs Zentrum Hintermaier GmbH, bei der Kinder und Jugendliche das Fußballspielen erlernen können.

## Erfolge als Spieler
- 1 × Österreichischer Meister: 1974 (VÖEST)
- 1 × Österreichischer Vizemeister: 1975 (VÖEST)
- 1 × Österreichisches Pokalfinale: 1978 (VÖEST)
- 1 × Deutsches Pokalfinale: 1982 (Nürnberg)
- 1 × Tor des Monats: Im Pokalfinale 1982